# Ерік Рефілссон
Ерік Рефілссон (*Erik Refilsson, д/н — бл. 829) — легендарний конунг Свеаланда у 810—829 роках.

## Життєпис
Походив з династії Мунсйо. Син конунга Рефіла Бйорнссона, відомого морськими походами. Успадкував трон після смерті стрийка — Еріка II. Це відбулося близько 810 року. Вважається найбільш реальною дієвою особою свеїв з прадавніх часів.
У «Сазі про Гервер» Ерік характеризується як могутній воєначальник і багатий король. Він знову відновив контроль правителя Уппсали над більшою частиною Свеаладнду. Його двір був сповнений скальдами, серед яких згадується Альфр.
Згідно з записом Св. Рімберта, архієпископа Бремен-Гамбузького в праці «Vita Ansgari» Ерік Рефілссон був настільки популярним у народі, що свеї навіть хотіли обожнити його. Незадовго до смерті Ерік попросив Людовика I Благочестивого, імператора Франкської імперії, надіслати до Швеції християнського місіонера, але той відповів згодою вже після смерті Еріка III.
Після нього правили небожі Еріка III — Бйорн Ерікссон та Анунд Ерікссон.